# KBU's Pokalturnering
KBU's Pokalturnering var en cupturnering for fodboldklubber tilhørende Københavns Boldspil-Union, som blev spillet i perioden 1910-1953. B.93 vandt turneringen 13 gange og har dermed rekorden for flest titler.

## Vindere og finalister
Ni forskellige klubber opnåede at vinde KBU's Pokalturnering.
| Klub          | Titler | Sæsoner                                                                      |
| ------------- | ------ | ---------------------------------------------------------------------------- |
| B.93          | 13     | 1910, 1915, 1918, 1922, 1926, 1929, 1930, 1931, 1932, 1934, 1939, 1941, 1953 |
| KB            | 8      | 1912, 1913, 1914, 1916, 1923, 1933, 1948, 1951                               |
| B 1903        | 7      | 1917, 1919, 1920, 1921, 1924, 1928, 1937                                     |
| Frem          | 6      | 1925, 1927, 1938, 1940, 1943, 1946                                           |
| AB            | 6      | 1936, 1942, 1944, 1945, 1949, 1950                                           |
| Velo          | 1      | 1911                                                                         |
| HIK           | 1      | 1935                                                                         |
| ØB            | 1      | 1947                                                                         |
| Fremad Amager | 1      | 1952                                                                         |

### Turneringer og finaler
| Sæson | Finaledato        | Vinder            | Finalist      | Res.   | Spillested   | Tilskuere |
| ----- | ----------------- | ----------------- | ------------- | ------ | ------------ | --------- |
| 1910  | 23. oktober 1910  | B.93 (1)          | KB            | 2–0    | B.93's bane  | 6.000     |
| 1911  | 10. december 1911 | Velo (1)          | Viktoria      | 5–0    | Fælleden     |           |
| 1912  | 10. november 1912 | KB (1)            | B 1903        | 8–1    | KB's bane    | < 1.000   |
| 1913  | 16. november 1913 | KB (2)            | Frem          | 4–1    | Idrætsparken | 10.000    |
| 1914  | 8. november 1914  | KB (3)            | AB            | 4–3    |              |           |
| 1915  | 7. november 1915  | B.93 (2)          | AB            | 4–1    |              |           |
| 1916  | 12. november 1916 | KB (4)            | B.93          | 3–0    |              |           |
| 1917  | 9. december 1917  | B 1903 (1)        | ØB            | [0]3–2 |              |           |
| 1918  | 17. november 1918 | B.93 (3)          | Frem          | 5–2    |              |           |
| 1919  | 16. november 1919 | B 1903 (2)        | Frem          | 4–2    |              |           |
| 1920  | 7. november 1920  | B 1903 (3)        | B.93          | 3–2    |              |           |
| 1921  | 4. december 1921  | B 1903 (4)        | B.93          | [0]2–1 |              |           |
| 1922  | 22. oktober 1922  | B.93 (4)          | Frem          | 4–0    |              |           |
| 1923  | 11. november 1923 | KB (5)            | ØB            | 4–1    |              |           |
| 1924  | 2. november 1924  | B 1903 (5)        | Frem          | 3–1    |              |           |
| 1925  | 8. november 1925  | Frem (1)          | AB            | 5–1    |              |           |
| 1926  | 7. november 1926  | B.93 (5)          | KB            | 5–1    |              |           |
| 1927  | 6. november 1927  | Frem (2)          | B.93          | 3–2    |              |           |
| 1928  | 4. november 1928  | B 1903 (6)        | B.93          | 3–2    |              |           |
| 1929  | 27. oktober 1929  | B.93 (6)          | B 1903        | 3–2    |              |           |
| 1930  | 2. november 1930  | B.93              | Frem          | 2–2    |              |           |
| 1930  | 23. november 1930 | B.93 (7)          | Frem          | 4–3    |              |           |
| 1931  | 1. november 1931  | B.93 (8)          | AB            | 5–1    |              |           |
| 1932  | 6. november 1932  | B.93 (9)          | KB            | 2–1    |              |           |
| 1933  | 5. november 1933  | KB (6)            | Fremad Amager | 3–2    |              |           |
| 1934  | 4. november 1934  | B.93              | Frem          | 0–0    |              |           |
| 1934  | 18. november 1934 | B.93 (10)         | Frem          | 4–2    |              |           |
| 1935  | 10. november 1935 | HIK (1)           | B.93          | 2–1    |              |           |
| 1936  | 1. november 1936  | AB (1)            | KB            | 3–1    |              |           |
| 1937  | 31. oktober 1937  | B 1903 (7)        | KB            | 2–1    |              |           |
| 1938  | 30. oktober 1938  | Frem              | HIK           | 2–2    |              |           |
| 1938  | 11. december 1938 | Frem (3)          | HIK           | 2–0    |              |           |
| 1939  | 19. november 1939 | B.93 (11)         | Frem          | 2–1    |              |           |
| 1940  | 3. november 1940  | Frem (4)          | KB            | 4–3    |              |           |
| 1941  | 2. november 1941  | B.93 (12)         | KB            | 1–0    |              |           |
| 1942  | 8. november 1942  | AB (2)            | B.93          | 3–1    |              |           |
| 1943  | 21. april 1944    | Frem (5)          | B.93          | 3–2    |              |           |
| 1944  | 5. november 1944  | AB (3)            | Frem          | 3–1    |              |           |
| 1945  | 4. november 1945  | AB (4)            | B.93          | 1–0    |              |           |
| 1946  | 3. november 1946  | Frem (6)          | AB            | 7–2    |              |           |
| 1947  | 9. november 1947  | ØB (1)            | B 1903        | 2–1    |              |           |
| 1948  | 7. november 1948  | KB (7)            | B 1903        | 3–1    |              |           |
| 1949  | 29. april 1950    | AB (5)            | KB            | 1–0    |              |           |
| 1950  | 20. april 1951    | AB (6)            | B.93          | 1–0    |              |           |
| 1951  | 26. april 1952    | KB (8)            | B.93          | 2–0    |              |           |
| 1952  | 22. april 1953    | Fremad Amager     | KB            | 1–1    |              |           |
| 1952  | 25. maj 1953      | Fremad Amager (1) | KB            | 1–0    |              |           |
| 1953  | 13. december 1953 | B.93 (13)         | AB            | 2–1    |              |           |